# Arytmomania
Arytmomania (natręctwo liczenia) – natrętna i przymusowa potrzeba liczenia lub wykonywania działań arytmetycznych, występująca jako samodzielna obsesja lub częściej jako jeden z objawów w zaburzeniu obsesyjno-kompulsyjnym (często występuje jako kompulsja kontrolująca co może się objawiać dotykaniem przedmiotów określoną liczbę razy w celu zapobiegnięcia określonym wydarzeniem, które według chorego mogłyby wystąpić, gdyby nie wykonał on danej czynności). Chory zdaje sobie sprawę z irracjonalności własnych działań jednak z powodu odczucia lęku nie jest w stanie ich przerwać.